# Hamatoplectris rosettae
Hamatoplectris rosettae är en skalbaggsart som beskrevs av Frey 1967. Hamatoplectris rosettae ingår i släktet Hamatoplectris och familjen Melolonthidae. Inga underarter finns listade i Catalogue of Life.